# Amblyotrypauchen
Amblyotrypauchen es un género de peces de la familia de los Gobiidae en el orden de los Perciformes.

## Especies
- Amblyotrypauchen arctocephalus (Hora, [1924